# Breviatea
Breviatea es un pequeño grupo de protistas ameboides uniflagelados que carecen de mitocondrias, pero que presentan numerosas diferencias con respecto a otras amebas amitocondriales, por lo que se clasifican aparte. Las células son ameboides con un solo flagelo apical dirigido anteriormente, con filopodios que generalmente irradian alrededor de la célula. Carecen de mitocondrias, por lo que son anaerobios o microaerofílicos, aunque presentan un gran orgánulo superficialmente similar a una mitocondria. Se alimentan de bacterias y pueden formar quistes. Su metabolismo depende de la producción fermentativa de ATP como adaptación a su entorno con poco oxígeno. Es probable que no posean proteínas vinculinas.
Forman parte del clado Amorphea como un grupo más cercano a Opisthokonta (el linaje que incluye a los animales, hongos y los protistas más emparentados con estos). Anteriormente se clasificaban junto con las arqueamebas ameboflageladas del grupo Mastigamoebida, pero ahora se clasifican aparte. Cavalier-Smith considera que constituyen un grupo basal a Amoebozoa y Opisthokonta y lo coloca junto a otros grupos relacionados en Apusozoa/Sulcozoa. Comprende principalmente dos especies: Breviata anatema y Subulatomonas tetraspora.